# Епічний жанр
Епі́чні жа́нри — це типи літературних творів, які притаманні епосу.
Цей рід літератури охоплює безліч прозових жанрів, наприклад: , саґа, оповідання, новела, казка,
народні казки ,легенда, загадка, детектив, памфлет, обрамлення тощо.